# Carlos Daniel Albornoz Cabrera
Pour les articles homonymes, voir Albornoz et Cabrera.
Carlos Daniel Albornoz Cabrera est un joueur d'échecs cubain né le 26 décembre 2000, champion de Cuba et grand maître international en 2019.
Au 1er janvier 2021, il est le deuxième joueur cubain avec un classement Elo de 2 573 points.

## Biographie et carrière
Carlos Daniel Albornoz Cabrera a remporté :
- le 11e tournoi de l'Université Remberto Fernandez à La Havane en mai 2018 (7,5 points sur 9)[2] ;
- le championnat centraméricain junior (moins de 20 ans) des caraïbes en juillet 2018 avec 8,5 points sur 9[3] ;
- deux fois de suite le Mémorial Carlos Torre : en décembre 2018[4] et décembre 2019 (au départage)[5] ;
- deux fois de suite le championnat cubain : en février 2019[6] et février 2020[7].

Il a réalisé lors du championnat cubain de 2019 la troisième norme nécessaire pour obtenir le tire de grand maître international.
En août 2019, il finit premier-troisième du championnat ibéroaméricain disputé à Linares et deuxième au départage.
En mai 2019, il finit deuxième du tournoi zonal 2.3 d'Amérique centrale au Salvador. Ce résultat le qualifiait pour la Coupe du monde d'échecs 2019 à Batoumi, où il fut éliminé par Peter Svidler.
| Année | Lieu            | Résultat      | Ultime adversaire | Adversaires battus |
| ----- | --------------- | ------------- | ----------------- | ------------------ |
| 2019  | Khanty-Mansiïsk | premier tour  | Peter Svidler     |                    |
| 2021  | Sotchi          | premier tour  | Vojtěch Plát      |                    |
| 2023  | Bakou           | deuxième tour | Bassem Amin       | Alisher Suleymenov |